# Joe Eszterhas
József A. "Joe" Eszterhas, född 23 november 1944 i Csákánydoroszló i Ungern, är en ungersk-amerikansk manusförfattare, känd för att ha skrivit flera vågade filmer som Basic Instinct och Showgirls. Han har även skrivit flera böcker.
Han föddes i Ungern men flydde med sin familj till Österrike och sedan till USA där han växte upp i Cleveland i Ohio. Hans mor drabbades av schizofreni och tog avstånd från familjen. Eszterhas började studera vid Ohio University men avlade inte examen. Han arbetade en tid som reporter för Cleveland Plain Dealer och sedan som redaktör för Rolling Stone.

## Karriär i Hollywood
Eszterhas första filmmanus som producerades var F.I.S.T. (1978), regisserad av Norman Jewison med Sylvester Stallone i huvudrollen. Därefter anlitades han bland annat att skriva om Thomas Hedley Jrs manus till Flashdance (1983), som blev en stor succé. Andra filmer under 1980-talet är Kniven är enda vittnet (1985), Hearts of Fire (1987) samt Costa-Gavras Förrådd (1988) och Skuggor ur det förflutna (1989). Den sistnämnda handlar om en kvinna vars far anklagas för krigsförbrytelser. 1990 tog Eszterhas avstånd från sin egen far som anklagats för att ha skrivit antisemitisk propaganda under 1930- och 1940-talen.
1992 hade filmen Basic Instinct, regisserad av Paul Verhoeven, premiär. Eszterhas fick 3 miljoner $ för manuset, vilket gjorde honom till Hollywoods då högst betalda manusförfattare. Han var också en av författarna till Jean-Claude Van Damme-filmen Nowhere to Run (1993) och skrev manuset till Sliver (1993), baserat på Ira Levins roman.
1995 samarbetade han åter med Verhoeven på den allmänt bespottade filmen Showgirls, för vilken han "vann" en Razzie Award i kategorin "sämsta manus". Filmen Telling Lies in America fick ett positivare mottagande men blev ingen ekonomisk framgång. An Alan Smithee Film: Burn Hollywood Burn (1997), som han också producerade, blev en ökänd flopp; filmen regissör, Arthur Hiller, ville inte kännas vid filmen och använde standardpseudonymen för regissörer som vill ha bort sitt namn från en film - Alan Smithee. 
Under sin tid i Hollywood var han även producent för ett antal av de filmer han skrivit.

## Efter Hollywood
I slutet av 1990-talet flyttade han tillbaka till Ohio. Kort därefter diagnostiserades han med strupcancer. Sedan dess har han bara skrivit manus till den ungerska filmen Szabadság, szerelem (2006). Han har dock skrivit flera böcker, såsom självbiografin Hollywood Animal, American Rhapsody, The Devil's Guide to Hollywood samt Crossbearer: A Memoir of Faith om sin nyvunna kristna tro.
Han anlitades av Mel Gibson att skriva en film om Mackabéerna. Samarbetet slutade 2012 i en öppen fejd där Eszterhas anklagade Gibson för att vara judehatare som fått våldsamma vredesutbrott när Eszterhas och hans familj hälsat på Gibson i Costa Rica.